# Osos montañeses
Los Osos Montañeses, (The Hillbilly Bears originalmente en inglés), son los personajes de ficción de una serie creados por la factoría estadounidense de animación Hanna-Barbera. Se trata de una familia de cuatro osos, antropomórficos y parlantes, en la que se integra  Pa Oso, Ma Osa, La hija adolescente Florecita y el hijo menor Huerco (original  Shag).
Sus aventuras fueron emitidas por la cadena estadounidense NBC el 2 de octubre de 1965, dentro del show de La Hormiga Atómica, el cual incluía además de la serie de la heroica Hormiga, la serie de Lindo Pulgoso.

## Personajes
- Apá[2] Oso: (Paw Rugg. original en inglés) Es un oso Montañés, desmañado y dejado que vive rudo y despreocupado en medio de la naturaleza. Apá es un oso de color siena oscuro, larguirucho, un tanto delgado para oso, con una fauces largas. Sus brazos también son largos y se descuelgan lacios de sus hombros como si no fueran con él, al contrario de sus patas cortas y arqueadas. Viste, de arriba abajo, un gran sombrero amarillo raído y gastado sobre cuya ala asoman sus orejas de oso. El sombrero que no se quita ni para dormir, está contagiado de pereza y también cuelga lacio sobre su cara que casi oculta, aunque se le ven los ojos. Lleva un calzoncillo violeta de cuerpo entero, que usa a modo de camiseta cuyas mangas se perdieron tiempo atrás. Por pantalones lleva unos cortos, astrados y recosidos, que sujeta con un único tirante que lleva cogido al hombro derecho. Su verdadero nombre es Roque (en español latino).
- Amá: (Maw, original en inglés) Es una mujer cariñosa y responsable que no hace otra cosa que ir de un lado al otro "tó" el día, "entrajinando" sus cosas, mientras fuma su pipa, haciendo sus labores. "To" para poder echar adelante a su familia y la casa. Amá es una osa de color ocre pardo, bajita, de cuerpo compacto. Su cara demuestra cansancio, que no pereza, aunque le falta poco para pasar a estar alegre o enfadada según la situación. Luce cabellera pelirroja recogida bajo un pañuelo y cubre de cintura hacia abajo con un delantal blanco remendado, que le rodea el cuerpo y se lo anuda detrás con un lazo.
- Flora o Florecita: (Floral, original en inglés) Es una muchacha romántica, y soñadora, un tanto inocente que le gusta pensar es moderna. Flora es de color amarillo pálido, delgadita, de cintura de avispa. De linda gran cabeza osuna sobre sus hombros con ojitos con largas pestañitas, coqueto morrito y flequillo bajo un simpático sombrerito morado con una florecilla prendida en él. A juego lleva un vestido de color morado, corto, entallado, con el cuello abierto con sisa en bisel desde bajo el brazo derecho hacia el hombro izquierdo y atado al cuello.
- Huerco o Shag: Es el pequeño de la familia, y disfruta del campo y de todo lo que le rodea. Huerco  es un osito de color marrón. Viste como su padre sombrero blanco astrado de ala ancha vuelta hacia abajo sobre la cual asoman sus orejas. La cabeza de Huerco es extremadamente redonda ojitos y morrito pequeños y viste chalequito raído azul prusia.

## Doblaje
- Apá: Henry Cordon[3]/Rubens Medel
- Amá: Jean VanderPyl/Magdalena Ruvalcaba
- Flora: Jean VanderPyl/Rocío Garcel
- Shag: Don Messick/Rocío Garcel

## Argumento
La filosofía de Apá es la de hacer lo necesario con el mínimo esfuerzo, tal es que apenas habla, y si lo llega a hacer murmura sus frases y apenas se le entiende lo que dice si no es por que le traduce su hijo. Su pasatiempo favorito es tumbarse a la sombra, para echar la siesta, mientras se fuma una pipa, con su rifle al alcance de la mano. Amá de tanto en tanto se enfada y empuña su rodillo de amasar y le da un porrazo a Apá, para que haga algo. Entonces Apá sí murmulla, pero es mejor no entender lo que dice. Apá oso y no es muy sociable, y si te echa mal el ojo te coserá a balazos. Shag, el pequeño de la familia,  adora a su padre y tan solo tiene una ilusión, ser algún día igual que él. Mientras la hija, Flora juvenil y jovial, quiere mucho a sus padres aunque le gustaría integrase en la vida moderna. En todo caso es la representación magnificada de los habitantes de las cabañas de los montes del sur profundo de los Estados Unidos (véase también Punkin Puss y Mush Mouse). Estos inusuales osos se las tendrán que ver con las más insólitas situaciones.

## Episodios
Primera temporada
- Woodpecked
- Goldilocks & The Four Bears
- Detour For Sure
- Stranger Than Fiction
- Anglers Aweigh
- Going Going Gone Gopher
- Courtin' Disaster
- Picnic Panicked
- Judo Kudos
- Just Plane Around
- War Games
- Bricker Brats
- Slap Happy Grandpappy
- Do The Bear
- Pooped Pops
- Leaky Creek
- My Fair Hillbilly
- Rickety-Rockety-Raccoon
- Modern Inconvenience
- Rabbit Rumble

Segunda temporada
- Speckled Heckler
- Whirly Bear
- Saucy Saucers
- Chipper Chirper
- Getting 'Paws 'Goat
- Buzzin 'Cuzzins

## Otras apariciones
- 1972, Los Osos Montañeses aparecieron en el Arca Loca de Yogui como miembros.
- 1973, Los Osos Montañeses aparecieron en el Clan del Oso Yogui como miembros del clan.
- 1996, Apa hizo un cameo en El Laboratorio de Dexter en el episodio "Chubby Cheese" como robot de animación en el restaurante.